# Akron Zips

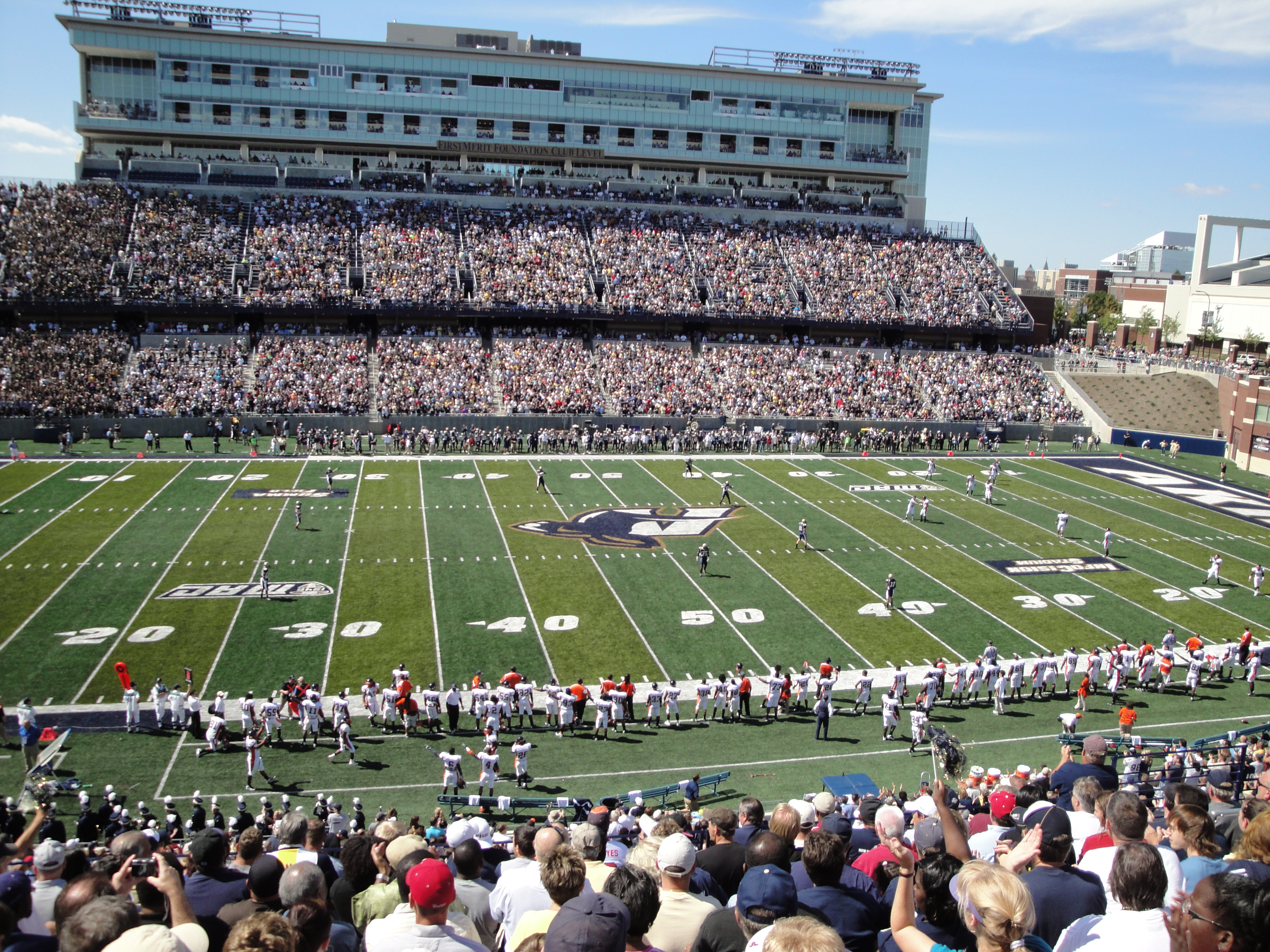
InfoCision Stadium

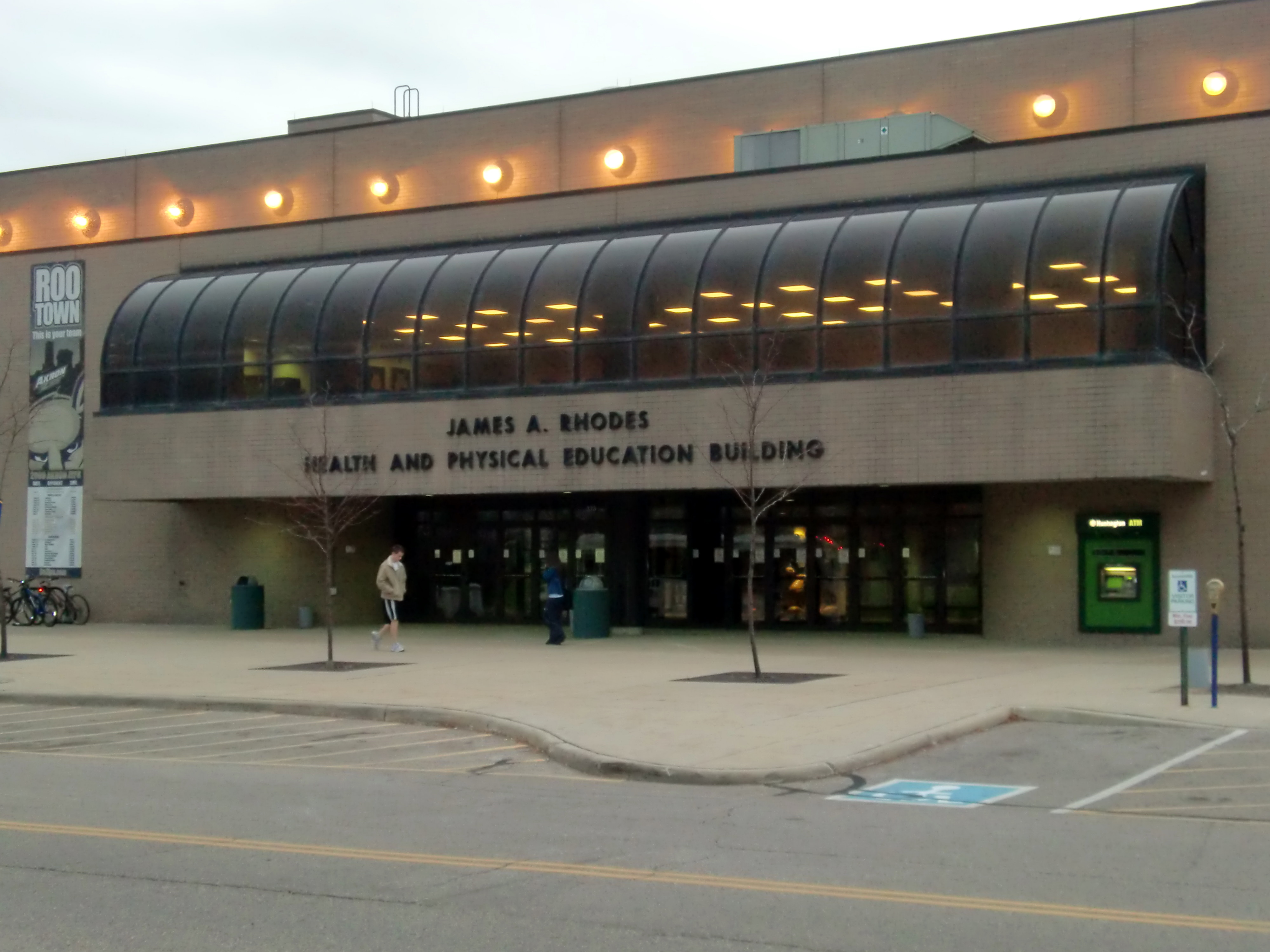
James A. Rhodes Arena

Akron Zips (español: Cremalleras de Akron) es el equipo deportivo de la Universidad de Akron, situada en Akron, Ohio. Los equipos de los Zips participan en las competiciones universitarias de la NCAA, en la Mid-American Conference.

## Apodo y mascota
Los atletas de la Universidad de Akron son conocidos como los Zips, abreviatura de Zippers, en español cierre éclair o de cremallera. Dicho cierre, utilizado en los zapatos, fue muy popular en Estados Unidos en los años 20 y los años 30, y el invento se fraguó en la ciudad de Akron.
La mascota se llama Zippy, y es una canguro. Es una de las dos únicas universidades estadounidenses cuya mascota es femenina.

## Programa deportivo
Los Zips participan en las siguientes modalidades deportivas:
| - Masculino - Béisbol - Baloncesto - Cross - Fútbol americano - Fútbol - Golf - Rifle - Atletismo - Atletismo cubierta | - Femenino - Baloncesto - Cross - Golf - Rifle - Fútbol - Lacrosse - Softball - Natación y Saltos de trampolín - Tenis - Atletismo - Atletismo cubierta - Voleibol |

### Baloncesto
Los Zips solamente han ganado en una ocasión el Título de Conferencia, en el año 1986, cuando todavía pertenecían a la Ohio Valley Conference, siendo ese mismo año el único en el que participaron en el Torneo de la NCAA, cayendo en primera ronda. Han participado además en 4 ocasiones en el Torneo NIT, con un balance de 1 victoria por 3 derrotas.
Un total de 4 jugadores de Akron han llegado a jugar en la NBA, aunque desde 1976 no ha llegado ninguno a la mejor liga del mundo.

## Palmarés
- Fútbol masculino : 2010